# Lautna
Lautna – wieś w Estonii, w prowincji Lääne, w gminie Lihula.